# 菲內斯特雷斯山脈
42°7′25.35″N 2°34′23.48″E / 42.1237083°N 2.5731889°E
菲內斯特雷斯山脈，是西班牙的山脈，位於該國東北部加泰羅尼亞的赫羅納省，屬於加泰羅尼亞橫斷山脈的一部分，最高點海拔高度1,026米。